# Eugeniusz Budzyński
Eugeniusz Sylwester Budzyński (ur. 14 stycznia 1893 w Kobieli, zm. wiosną 1940 w Katyniu) – polski lekarz balneolog, neurolog, internista, major Wojska Polskiego, ofiara zbrodni katyńskiej.

## Życiorys
Syn Eugeniusza i Leokadii z Łapinkiewiczów. Miał braci Stanisława i Kazimierza oraz siostrę Marię. Ukończył Męskie Gimnazjum Rządowe w Kielcach. Studiował medycynę na Uniwersytecie Jurijewskim w Tartu, uzyskując dyplom lekarza w 1917 roku. Podczas studiów należał do organizacji „Polonia” i korporacji akademickiej „Lechicja”. W czasie wojny polsko-bolszewickiej był ordynatorem szpitali polowych nr 15, 102 i 903.
Od 1922 do 1928 ordynator w Szpitalu Kolejowym w Wilnie na „Wilczej Łapie”, był też lekarzem Kasy Chorych. W 1924 roku na Uniwersytecie Warszawskim uzyskał tytuł doktora medycyny.
Od 1928 roku lekarz uzdrowiskowy, a od 1930 roku lekarz naczelny w Państwowym Zakładzie Zdrojowym w Busku-Zdroju. Publikował na temat właściwości leczniczych wód mineralnych w polskich uzdrowiskach.  W 1929 roku, opodal sanatorium Marconi, dr Budzyński wybudował według projektu warszawskiego architekta Brunona Zborowskiego pensjonat „Sanato”. Zatrzymywało się w nim na kurację wiele znanych osób, m.in. Ludwik Solski, który w 1932 roku zadedykował małżeństwu Budzyńskich jeden ze swoich wierszy.
W 1937 roku został mianowany przez Ministra Opieki Społecznej członkiem Państwowej Rady do Spraw Uzdrowisk.
Po wybuchu II wojny światowej zmobilizowany, zgłosił się do jednostki w Tarnowie. Awansowany do stopnia majora, został komendantem szpitala polowego. Pod Lwowem dostał się do niewoli sowieckiej. Przewieziono go do obozu jenieckiego w Kozielsku. W grudniu 1939 roku jego nazwisko znajdowało się na liście tego obozu. Między 15 a 17 kwietnia 1940 roku przekazany do dyspozycji naczelnika smoleńskiego obwodu NKWD – lista wywózkowa 029/1 z 13 kwietnia 1940 roku. Między 16 a 19 kwietnia 1940 roku został zamordowany w lesie katyńskim przez funkcjonariuszy Obwodowego Zarządu NKWD w Smoleńsku oraz pracowników NKWD przybyłych z Moskwy na mocy decyzji Biura Politycznego KC WKP(b) z 5 marca 1940 roku. Ofiary tej zbrodni grzebano w bezimiennych mogiłach zbiorowych, gdzie od 28 lipca 2000 roku mieści się oficjalnie Polski Cmentarz Wojenny w Katyniu. W miejscu tym prowadzone były ekshumacje i prace archeologiczne. W 1943 roku jego ciało zostało zidentyfikowane w toku ekshumacji nadzorowanych przez Niemców pod numerem 1863 (raport dzienny z 13 maja 1943) – dosł. określony jako Budziński Eugeniusz, a przy zwłokach odnaleziono: książkę oficerską, listy i karty pocztowe, medalik z łańcuszkiem, telegram w języku rosyjskim, kartę szczep. oraz wizytówki. Figuruje na liście Komisji Technicznej PCK pod numerem 01863.

### Życie prywatne
Był żonaty z Ireną z Foltańskich, nauczycielką historii, z którą miał syna Witolda (zm. 1950).

## Ordery i odznaczenia
- Złoty Krzyż Zasługi[6]
- Krzyżem Kampanii Wrześniowej – pośmiertnie 1 stycznia 1986[22]

## Upamiętnienie
5 października 2007 roku minister obrony narodowej Aleksander Szczygło mianował go pośmiertnie na stopień podpułkownika. Awans został ogłoszony 9 listopada 2007 roku w Warszawie, w trakcie uroczystości „Katyń Pamiętamy – Uczcijmy Pamięć Bohaterów”.
Jego nazwisko jest wyryte na ścianie kaplicy Katyńskiej katedry polowej Wojska Polskiego w Warszawie, pośród innych nazwisk zidentyfikowanych oficerów WP i polskich policjantów zamordowanych przez Sowietów wiosną 1940 roku.
Jest jednym z 305 lekarzy pochowanych na Polskim Cmentarzu Wojennym w Katyniu i upamiętnia go tabliczka epitafijna nr 353.
13 kwietnia 2016 roku, w ramach akcji „Katyń... pamiętamy” / „Katyń... Ocalić od zapomnienia”, w ogrodzie Pałacu Prezydenckiego został zasadzony Dąb Pamięci poświęconego wszystkim Ofiarom Zbrodni Katyńskiej, certyfikat z numerem 1.